# Acronicta crassistriga
Acronicta crassistriga är en fjärilsart som beskrevs av John D. Lattin 1938. Acronicta crassistriga ingår i släktet Acronicta och familjen nattflyn. Inga underarter finns listade i Catalogue of Life.